# Jonathan Levine
Jonathan A. Levine (New York, 18 juni 1976) is een Amerikaans filmregisseur en scenarioschrijver.

## Leven
Jonathan Levine liep lager onderwijs in de St. Bernard's School in New York. Hij behaalde de graad van Bachelor of Arts aan Brown University en Master of Arts aan de American Film Institute.
Levine won de publieksprijs op het 2008 Sundance Film Festival voor zijn film The Wackness. In januari 2010, werd aangekondigd dat hij een project zou regisseren getiteld Warm Bodies. Het is gebaseerd op een gelijknamige roman van schrijver Isaac Marion.

## Filmografie
- All the Boys Love Mandy Lane (2006)
- The Wackness (2008)
- 50/50 (2011)
- Warm Bodies (2013)
- The Night Before (2015)
- Snatched (2017)
- Long Shot (2019)

- Biblioteca Nacional de España: XX4774468
- Bibliothèque nationale de France: cb161477149 (data)
- Gemeinsame Normdatei: 137442505
- Library of Congress Control Number: no2013086896
- Nationale Bibliotheek van Tsjechië: xx0165401
- Nationale Bibliotheek van Israël: 987009349345405171
- Nederlandse Thesaurus van Auteursnamen: 339543647
- Système universitaire de documentation: 161563325
- Virtual International Authority File: 169021320
- WorldCat: E39PBJtMrFxM6Kmmwkh6CjtqcP